# Keith Acton
Keith Edward Acton (né le 15 avril 1958 à Stouffville, Ontario) est un joueur de hockey professionnel. Il est le père du joueur de hockey professionnel Will Acton.

## Carrière de joueur
Il a joué 15 saisons dans la Ligue nationale de hockey entre 1979 et 1994. Il fut le 103e choix au total des Canadiens de Montréal au repêchage amateur de la LNH 1978. Il a gagné une Coupe Stanley avec les Oilers d'Edmonton en 1988.

## Carrière d'entraîneur
Dès la fin de sa carrière de joueur, il devient assistant-entraîneur pour les Flyers de Philadelphie durant 4 saisons. Dès la saison 1998-1999, il est assistant-entraîneur chez les Rangers de New York pour deux saisons. De la saison 2001-2002 jusqu'à celle de 2010-2011, il est toujours assistant chez les Maple Leafs de Toronto. Depuis la saison 2012-2013, il est assistant chez les Blue Jackets de Columbus.

## Statistiques
| Saison     | Équipe                       | Ligue          |       | Saison régulière | Saison régulière | Saison régulière | Saison régulière | Saison régulière |    | Séries éliminatoires | Séries éliminatoires | Séries éliminatoires | Séries éliminatoires | Séries éliminatoires |
| Saison     | Équipe                       | Ligue          | PJ    | B                | A                | Pts              | Pun              | PJ               | B  | A                    | Pts                  | Pun                  |                      |                      |
| 1974-1975  | Raiders de Wexford           | OHA-B          | 43    | 23               | 29               | 52               | 46               | -                | -  | -                    | -                    | -                    |                      |                      |
| 1975-1976  | Petes de Peterborough        | OHA            | 35    | 9                | 17               | 26               | 30               | -                | -  | -                    | -                    | -                    |                      |                      |
| 1976-1977  | Petes de Peterborough        | OHA            | 65    | 52               | 69               | 121              | 93               | 4                | 1  | 4                    | 5                    | 6                    |                      |                      |
| 1977-1978  | Petes de Peterborough        | OHA            | 68    | 42               | 86               | 128              | 52               | 21               | 10 | 8                    | 18                   | 16                   |                      |                      |
| 1978       | Petes de Peterborough        | Coupe Memorial | -     | -                | -                | -                | -                | 3                | 0  | 1                    | 1                    | 0                    |                      |                      |
| 1978-1979  | Voyageurs de Nouvelle-Écosse | LAH            | 79    | 15               | 26               | 41               | 22               | 10               | 4  | 2                    | 6                    | 4                    |                      |                      |
| 1979-1980  | Voyageurs de Nouvelle-Écosse | LAH            | 75    | 45               | 53               | 98               | 38               | 6                | 1  | 2                    | 3                    | 8                    |                      |                      |
| 1979-1980  | Canadiens de Montréal        | LNH            | 2     | 0                | 1                | 1                | 0                | --               | -- | --                   | --                   | --                   |                      |                      |
| 1980-1981  | Canadiens de Montréal        | LNH            | 61    | 15               | 24               | 39               | 74               | 2                | 0  | 0                    | 0                    | 6                    |                      |                      |
| 1981-1982  | Canadiens de Montréal        | LNH            | 78    | 36               | 52               | 88               | 88               | 5                | 0  | 4                    | 4                    | 16                   |                      |                      |
| 1981-1982  | Match des étoiles            | LNH            | 1     | 0                | 0                | 0                | 0                | -                | -  | -                    | -                    | -                    |                      |                      |
| 1982-1983  | Canadiens de Montréal        | LNH            | 78    | 24               | 26               | 50               | 63               | 3                | 0  | 0                    | 0                    | 0                    |                      |                      |
| 1983-1984  | Canadiens de Montréal        | LNH            | 9     | 3                | 7                | 10               | 4                | --               | -- | --                   | --                   | --                   |                      |                      |
| 1983-1984  | North Stars du Minnesota     | LNH            | 62    | 17               | 38               | 55               | 60               | 15               | 4  | 7                    | 11                   | 12                   |                      |                      |
| 1984-1985  | North Stars du Minnesota     | LNH            | 78    | 20               | 38               | 58               | 90               | 9                | 4  | 4                    | 8                    | 6                    |                      |                      |
| 1985-1986  | North Stars du Minnesota     | LNH            | 79    | 26               | 32               | 58               | 100              | 5                | 0  | 3                    | 3                    | 6                    |                      |                      |
| 1986       | Équipe Canada                | CM             | 10    | 3                | 0                | 3                | 2                | -                | -  | -                    | -                    | -                    |                      |                      |
| 1986-1987  | North Stars du Minnesota     | LNH            | 78    | 16               | 29               | 45               | 56               | --               | -- | --                   | --                   | --                   |                      |                      |
| 1987-1988  | North Stars du Minnesota     | LNH            | 46    | 8                | 11               | 19               | 74               | --               | -- | --                   | --                   | --                   |                      |                      |
| 1987-1988  | Oilers d'Edmonton            | LNH            | 26    | 3                | 6                | 9                | 21               | 7                | 2  | 0                    | 2                    | 16                   |                      |                      |
| 1988-1989  | Oilers d'Edmonton            | LNH            | 46    | 11               | 15               | 26               | 47               | --               | -- | --                   | --                   | --                   |                      |                      |
| 1988-1989  | Flyers de Philadelphie       | LNH            | 25    | 3                | 10               | 13               | 64               | 16               | 2  | 3                    | 5                    | 18                   |                      |                      |
| 1989-1990  | Flyers de Philadelphie       | LNH            | 69    | 13               | 14               | 27               | 80               | --               | -- | --                   | --                   | --                   |                      |                      |
| 1990       | Équipe Canada                | CM             | 10    | 2                | 0                | 2                | 0                | -                | -  | -                    | -                    | -                    |                      |                      |
| 1990-1991  | Flyers de Philadelphie       | LNH            | 76    | 14               | 23               | 37               | 131              | --               | -- | --                   | --                   | --                   |                      |                      |
| 1991-1992  | Flyers de Philadelphie       | LNH            | 50    | 7                | 9                | 16               | 98               | --               | -- | --                   | --                   | --                   |                      |                      |
| 1992       | Équipe Canada                | CM             | 6     | 1                | 0                | 1                | 2                | -                | -  | -                    | -                    | -                    |                      |                      |
| 1992-1993  | Flyers de Philadelphie       | LNH            | 83    | 8                | 15               | 23               | 51               | --               | -- | --                   | --                   | --                   |                      |                      |
| 1993-1994  | Capitals de Washington       | LNH            | 6     | 0                | 0                | 0                | 21               | --               | -- | --                   | --                   | --                   |                      |                      |
| 1993-1994  | Islanders de New York        | LNH            | 71    | 2                | 7                | 9                | 50               | 4                | 0  | 0                    | 0                    | 8                    |                      |                      |
| 1994-1995  | Bears de Hershey             | LAH            | 12    | 5                | 7                | 12               | 58               | --               | -- | --                   | --                   | --                   |                      |                      |
| Totaux LNH | Totaux LNH                   | Totaux LNH     | 1 023 | 226              | 357              | 583              | 1 172            | 66               | 12 | 21                   | 33                   | 88                   |                      |                      |

## Récompenses
- Ligue américaine de hockey
  - Deuxième équipe d'étoiles en 1979-1980
- Ligue nationale de hockey
  - Match des étoiles en 1981-1982
  - Coupe Stanley en 1987-1988
- Championnat du monde de hockey sur glace
  - Médaille de Bronze en 1986

## Transactions
- Le 28 octobre 1983 : échangé au North Stars du Minnesota par les Canadiens de Montréal avec Mark Napier et le choix de 3e ronde des Maple Leafs de Toronto (propriété des Canadiens de Montréal à la suite d'une transaction antérieure, les North Stars du Minnesota qui sélectionne Ken Hodge jr.) au repêchage de 1984 en retour de Bobby Smith.
- Le 22 janvier 1988 : échangé au Oilers d'Edmonton par le North Stars du Minnesota en retour de Moe Mantha Jr..
- Le 7 février 1989 : échangé au Flyers de Philadelphie par les Oilers d'Edmonton avec le choix de 5e ronde des Oilers d'Edmonton au repêchage de 1991 (Dmitri Yushkevich) en retour de Dave Brown.
- Le 28 septembre 1989 : échangé au Jets de Winnipeg par les Flyers de Philadelphie avec Peter Peeters en retour des considérations futures.
- Le 3 octobre 1989 : échangé au Flyers de Philadelphie par les Jets de Winnipeg avec Pete Peeters en retour d'un choix de 5e ronde des Maple Leafs de Toronto (propriété des Flyers de Philadelphie à la suite d'une transaction antérieure, les Jets de Winnipeg qui sélectionnent Juha Ylönen) au repêchage de 1991 et Shawn Cronin.
- Le 27 juillet 1993 : signe avec les Capitals de Washington comme joueur autonome.
- Le 22 octobre 1993 : réclamé au ballotage par les Islanders de New York des Capitals de Washington.